# Ерих Борхмајер
Ерих Борхмајер (Минстер, 23. јануар 1905 — Билефелд, 17. август 2000) био је немачки атлетичар, специјалиста за трчање на 100 метара.

## Биографија
У младости Борхмајер је био страствени тенисер и фудбалер. Студирао је на Националној академији за физичку културу у Берлину, дипломирао у класи професора Ота Минка (тренера немачке репрезентације 1926—36). Као дипломирани професор физичког васпитања, био је задужен за спорт у Диструкту Франкфурт и Мајна,
У лето 1938. постао је први спортиста у Немачкој који је почео да користи стартне блокове у спринтерским дисциплинама.
По завршетку спортске каријере постао је трговац. Био је власник радње у Франкфурту.
Године 2000. извршио је самоубиство у страчком дому у 95. години живота.

## Спортска биографија
Ерих Борхмајер био је један од најбољих европских спринтера у 1930. годинама. Три пута је обарао светски рекорд 10,3 на 100 метара, али ниједном није ратификован због техничких пропуста. Са немачком штафетом 4 х 100 м оборио је светски рекорд два пута у истом дану 14. јуна 1932. од којих је само један ратификован.
Две пута је у учетвовао на Олимпијским играма 1932. у Лос Анђелесу и 1932. у Берлину. Са штафетом 4 х 100 метара освојио је, сребро 1932. и бронзу у 1936. Оба пута је учествова и у појединачним дисциплинама 1032. на 200 м. био је осми , а 1836, на 100 м пети.
У 1934. на 1. Европском првенству у атлетици у Торину. Проглашен је за победника на 100 метара, али је то дан касније поништено, након што је фото показао да је победио Кристијан Бергер из Холандије. Са штафетом 4 х 100 метара освојио је златну медаљу. Штафета је трчала у саставу:Егон Шајн, Ервин Гилмајстер, Герд Хорнбергер и Ерих Борхмајер.
Борхмајер је био национални првак Немачке у трци на 100 метара 1933—35 и 1937, а на 200 м 1933.

## Значајнији резултати
| Год.               | Такмичење          | Место            | Дисциплина | Пласман | Резултат | Детаљи       |
| Немачка            | Немачка            | Немачка          | Немачка    | Немачка | Немачка  | Немачка      |
| ------------------ | ------------------ | ---------------- | ---------- | ------- | -------- | ------------ |
| 1932               | Олимпијске игре    | Лос Анђелес, САД | 200 м      | 8.      | 21,08    |              |
| 1932               | Олимпијске игре    | Лос Анђелес, САД | 4 х 100 м  |         | 40,09    |              |
| 1934               | Европско првенство | Торино, Италија  | 100 м      |         | 10,09    | стр 360-362. |
| 1934               | Европско првенство | Торино, Италија  | 4 х 100 м  |         | 41,00    | стр 360-362. |
| Нацистичка Немачка |                    |                  |            |         |          |              |
| 1936               | Олимпијске игре    | Берлин, Немачка  | 100 м      | 5.      | 10,7 в   |              |
| 1936               | Олимпијске игре    | Берлин, Немачка  | 4 х 100 м  |         | 41,2     |              |

## Лични рекорди
| Дисциплина | Резултат | Место | Датум |
| ---------- | -------- | ----- | ----- |
| 100 метара | 10,3     |       | 1933. |
| 200 метара | 21,4     |       | 1929. |